# L'Hosmes
L'Hosmes est une commune française située dans le département de l'Eure, en région Normandie.

## Géographie

### Localisation
| Sainte-Marie-d'Attez (comm. dél. de Dame-Marie) | Sainte-Marie-d'Attez (comm. dél. de Dame-Marie) | Grandvilliers                        |
| Sainte-Marie-d'Attez (comm. dél. de Dame-Marie) | L'Hosmes                                        | Droisy (par un angle) Breux-sur-Avre |
| Tillières-sur-Avre                              | Tillières-sur-Avre                              |                                      |

### Hydrographie
La commune est située dans le bassin Seine-Normandie. Elle est drainée par le fossé 01 du Bois Blot,.

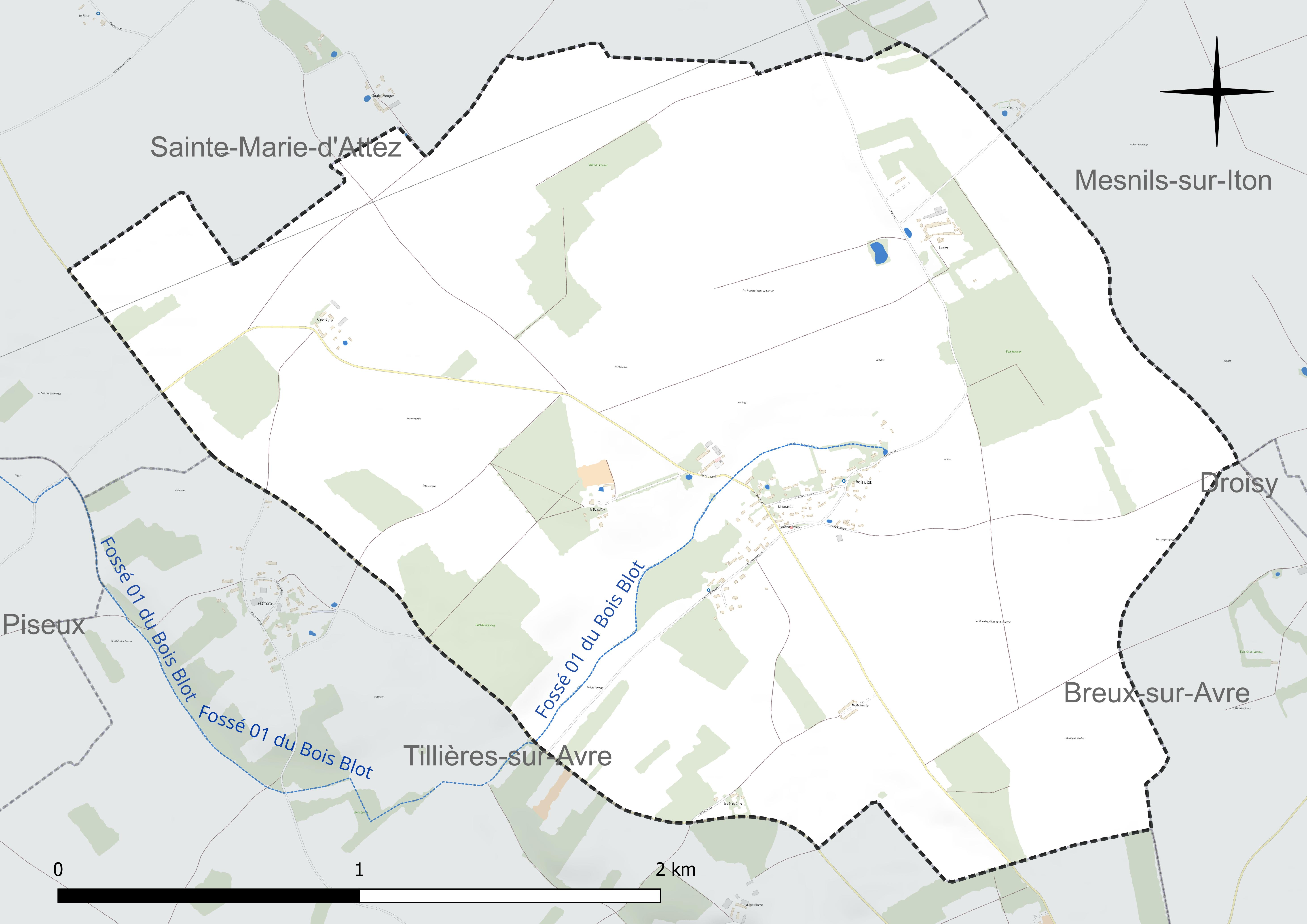
Réseau hydrographique de l'Hosmes.

### Climat
Pour des articles plus généraux, voir Climat de la Normandie et Climat de l'Eure.
En 2010, le climat de la commune est de type climat océanique dégradé des plaines du Centre et du Nord, selon une étude du CNRS s'appuyant sur une série de données couvrant la période 1971-2000. En 2020, Météo-France publie une typologie des climats de la France métropolitaine dans laquelle la commune est exposée à un climat océanique et est dans la région climatique  Sud-ouest du bassin Parisien, caractérisée par une faible pluviométrie, notamment au printemps (120 à 150 mm) et un hiver froid (3,5 °C). Parallèlement le GIEC normand, un groupe régional d’experts sur le climat, différencie quant à lui, dans une étude de 2020, trois grands types de climats pour la région Normandie, nuancés à une échelle plus fine par les facteurs géographiques locaux. La commune est, selon ce zonage, exposée à un « climat des plateaux abrités », correspondant aux plaines agricoles de l’Eure, avec une pluviométrie beaucoup plus faible que dans la plaine de Caen en raison du double effet d’abri provoqué par les collines du Bocage normand et par celles qui s’étendent sur un axe du Pays d'Auge au Perche.
Pour la période 1971-2000, la température annuelle moyenne est de 10,3 °C, avec  une amplitude thermique annuelle de 14,1 °C. Le cumul annuel moyen de précipitations est de 646 mm, avec 11,1 jours de précipitations en janvier et 7,8 jours en juillet. Pour la période 1991-2020, la température moyenne annuelle observée sur la station météorologique la plus proche, située sur la commune de Piseux à 5 km à vol d'oiseau, est de 11,3 °C et le cumul annuel moyen de précipitations est de 676,7 mm,. Pour l'avenir, les paramètres climatiques de la commune estimés pour 2050 selon différents scénarios d’émission de gaz à effet de serre sont consultables sur un site dédié publié par Météo-France en novembre 2022.

## Urbanisme

### Typologie
Au 1er janvier 2024, L'Hosmes est catégorisée commune rurale à habitat très dispersé, selon la nouvelle grille communale de densité à 7 niveaux définie par l'Insee en 2022.
Elle est située hors unité urbaine et hors attraction des villes,.

## Toponymie
Le nom de la localité est attesté sous la forme Lomæ en 1216, Lomes en 1247 (cartulaire de l’Estrée), Lome au XIIIe siècle, Losmes en 1469, Losme en 1722 (Masseville), L’Home Jaujupe en 1828 (L. Dubois).
Probablement du pluriel de l'oïl olme, hosme « orme », traité comme *lhosme, avec l'article agglutiné ; ainsi le pluriel peut-être lhomes.

## Politique et administration
| Période                                  | Période  | Identité          | Étiquette | Qualité                                         |
| ---------------------------------------- | -------- | ----------------- | --------- | ----------------------------------------------- |
| mars 2001                                | 2014     | Isabelle Guéneau  |           |                                                 |
| mars 2014                                | En cours | Jean-Luc Boulogne | UDI       | Retraité Président de la Communauté de Communes |
| Les données manquantes sont à compléter. |          |                   |           |                                                 |

## Démographie
L'évolution du nombre d'habitants est connue à travers les recensements de la population effectués dans la commune depuis 1793. Pour les communes de moins de 10 000 habitants, une enquête de recensement portant sur toute la population est réalisée tous les cinq ans, les populations de référence des années intermédiaires étant quant à elles estimées par interpolation ou extrapolation. Pour la commune, le premier recensement exhaustif entrant dans le cadre du nouveau dispositif a été réalisé en 2006.

En 2022, la commune comptait 66 habitants, en évolution de −4,35 % par rapport à 2016 (Eure : −0,25 %, France hors Mayotte : +2,11 %).
| 1793 | 1800 | 1806 | 1821 | 1831 | 1836 | 1841 | 1846 | 1851 |
| ---- | ---- | ---- | ---- | ---- | ---- | ---- | ---- | ---- |
| 202  | 182  | 198  | 199  | 198  | 184  | 191  | 195  | 180  |

| 1856 | 1861 | 1866 | 1872 | 1876 | 1881 | 1886 | 1891 | 1896 |
| ---- | ---- | ---- | ---- | ---- | ---- | ---- | ---- | ---- |
| 202  | 157  | 141  | 142  | 151  | 123  | 128  | 134  | 103  |

| 1901 | 1906 | 1911 | 1921 | 1926 | 1931 | 1936 | 1946 | 1954 |
| ---- | ---- | ---- | ---- | ---- | ---- | ---- | ---- | ---- |
| 105  | 132  | 119  | 117  | 118  | 114  | 107  | 132  | 93   |

| 1962 | 1968 | 1975 | 1982 | 1990 | 1999 | 2006 | 2011 | 2016 |
| ---- | ---- | ---- | ---- | ---- | ---- | ---- | ---- | ---- |
| 66   | 66   | 50   | 88   | 102  | 80   | 69   | 86   | 69   |

| 2021 | 2022 | - | - | - | - | - | - | - |
| ---- | ---- | - | - | - | - | - | - | - |
| 66   | 66   | - | - | - | - | - | - | - |

## Lieux et monuments
- Église Saint-Jean